# Josef Dachs
Josef Dachs (Ratisbona, 30 de setembre de 1825 - Viena, 6 de juny de 1896), fou un pianista austríac i mestre de música. Va rebre la seva educació de música de Simon Sechter i Carl Czerny, va treballar com a pianista de concert i va estrenar moltes de les seves obres. Esdevingué professor al Conservatori de Viena el 1850. Entre altres, va ensenyar a Leoš Janáček, Isabelle Vengerova, Hugo Wolf, Ferdinand Löwe, Vladimir de Pachmann i el compositor i pianista Josef Rubinstein (1847-1884).
Hans Rott va compondre una obra per a orquestra de corda, Dachs-Studien, el tema melòdic principal de la qual es basa en les lletres D A C H S. Dachs va morir a Viena.
Dachs va debutar sota la batuta de Franz Liszt en el concert inaugural del Festival del Centenari de Mozart a Viena el 27 de gener de 1856 (el centenari exacte del naixement de Mozart), com a solista en el Concert per a piano. L'actuació va comptar amb la presència de l'emperador Francesc Josep I i l'emperadriu Elisabet d'Àustria. Robert Volkmann va dedicar el seu Konzertstück per a piano i orquestra, op. 42, a Dachs.